# Материнська компанія
Материнська компанія (англ. parent company) - підприємство, яке володіє більшістю акцій або більшістю у статутному капіталі дочірнього підприємства.
Згідно українського законодавства материнська компанія - юридична особа, яка контролює іншу юридичну особу (дочірню компанію). 